# Germarostes haroldi
Germarostes haroldi är en skalbaggsart som beskrevs av Gilbert John Arrow 1911. Germarostes haroldi ingår i släktet Germarostes och familjen Hybosoridae. Inga underarter finns listade i Catalogue of Life.